# Robin Bade
Robin Bade (* 26. August 1981 in München) ist ein deutscher Radio- und Fernsehmoderator, der vor allem beim Gewinnspielsender 9Live und als Promi Big Brother-Teilnehmer 2016 bekannt wurde.

## Leben
Bade, Sohn eines US-Amerikaners und einer Deutschen, besuchte ein Jahr lang das private SAE Institute, wo er sich Kenntnisse aus den Bereichen Filmschnitt, 3D-Animation und Spezialeffekte aneignete.
Nach Angaben des Senders 9Live begann seine Medienlaufbahn mit der von ihm selbst entwickelten Sendung Chartbreaker, die er eineinhalb Jahre für einen ungenannten Radiosender moderierte. Auch bekam er immer wieder Angebote vor die Kamera zu treten, z. B. in Fotostrecken für die Jugendzeitschrift Mädchen. Außerdem spielte er 2001 einen Neo-Nazi im Kurzfilm Hätte ich es verhindern können?. er sang 2002 den Titelsong zur ProSieben-Sendung Dr. Verena Breitenbach.
Ab 2003 moderierte er bei 9Live. Im September 2003 moderierte er zusammen mit Alida Kurras, Anna Heesch, Jörg Draeger und Thomas Schürmann abwechselnd 52 Stunden und 45 Minuten lang ununterbrochen das längste Fernseh-Quiz der Welt. Der Weltrekord wurde vom Guinness-Buch der Rekorde anerkannt.
Im Jahr 2005 bekam er den Auftrag, amerikanische Talkshows durchzusehen und geeignete, d. h. lächerliche oder bizarre, Szenen auszuwählen, die er später in der Sendung talk talk talk von Sonya Kraus bei ProSieben in einer eigenen Rubrik präsentierte.
Von 2016 bis 2023 arbeitete Robin Bade beim Teleshopping-Sender 1-2-3.tv als Moderator.
Im September 2016 wurde er als Überraschungskandidat und Nachrücker für die ausgeschiedene Kandidatin Edona James bei Promi Big Brother 2016 ausgewählt. Nachdem er aus der Show ausgeschieden war (Platz 10), berichtete er in der Zeitschrift Focus von seinen Erlebnissen.
Im Dezember 2018 präsentierte Bade die Sat.1-Sendung Dinner-Party – Die Entscheidung. Bade moderiert bei Radio Energy mehrmals in der Woche ein Call-in-Gewinnspiel.